# Amarna Grab 5
Bei dem Grab 5 in der Nekropole der mittelägyptischen Stadt Amarna handelt es sich um das Grab des Pentu, der als erster Diener des Aton im Haus des Aton in Achetaton und Chefarzt wichtige Positionen am Hof des Echnaton ausübte.

## Beschreibung
Das Grab des Pentu besteht aus einer kreuzförmigen Grabkapelle und der Grabkammer, die über einen Schacht erreicht werden konnte. Die ganze Anlage ist in den Felsen gehauen. Die Kapelle besteht aus einem langen Saal und einer Querhalle. Vor allem die Wände des langen Saales und der Eingangsbereich sind mit Reliefs dekoriert, die vor allem König Echnaton und seine Familie zeigen. Die Türrahmungen an der Fassade der Kapelle zeigen Pentu, wie er Aton anbetet. Die Darstellungen und Texte sind jedoch nicht gut erhalten. Hier findet man neben der Figur des Aton auch seine wichtigsten Titel: königlicher Schreiber, königlicher Siegler, einziger Freund, Chefarzt und vor allem erster Diener des Aton im Haus des Aton in Achetaton (Amarna). Im langen Saal auf der Nordwand findet sich eine große Szene, die Echnaton und seine Familie zeigt, wie sie zum Aton-Tempel kommen und den Sonnengotte Aton anbeten. Auf der Südwand findet man Darstellungen, wie Pentu vom König beschenkt wird. Einmal ist Pentu stehend dargestellt mit Schmuck behangen. Vor ihm steht der König. Ein weiteres Mal, auf derselben Wand, steht er wiederum mit Schmuck behangen vor dem König, der in seinem Palast auf einem Thron sitzt.

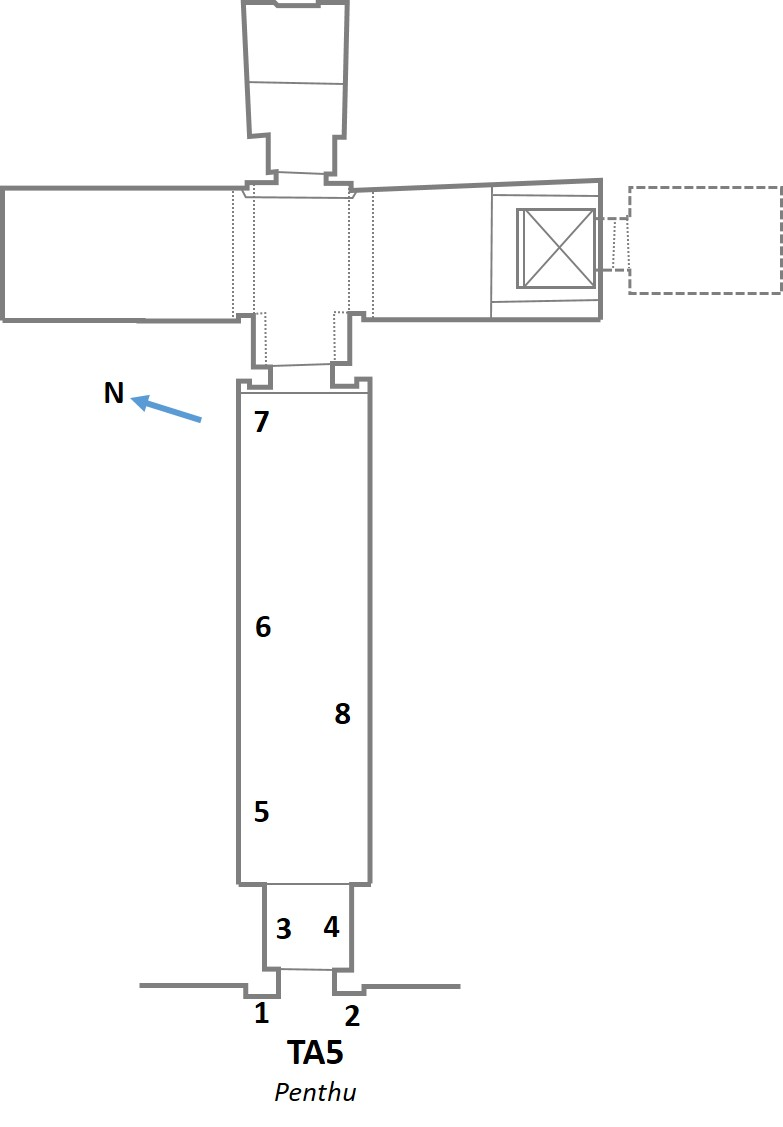
Plan des Grabes
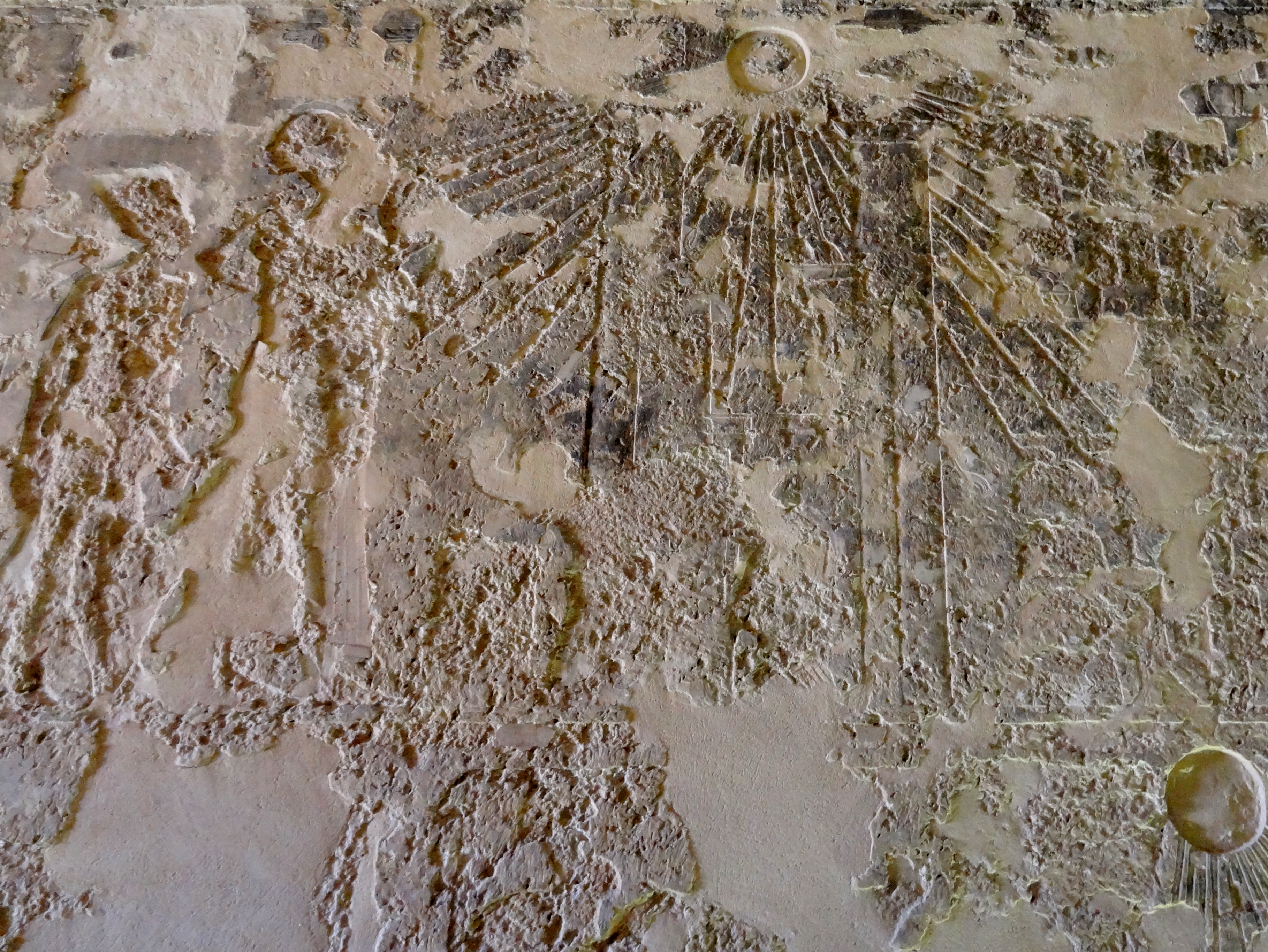
Relief